# Marco Alessandri
Marco Alessandri (Bergamo, 28 giugno 1755 – Villongo, 21 giugno 1830) è stato un politico italiano.

## Politica
Il conte Marco Alessandri, personaggio della nobile famiglia degli Alessandri di Bergamo, fu membro dal 1796 del Governo provvisorio di Milano e importante personalità della Repubblica Cisalpina, del quale fu Direttore (1797-1798), fu totalmente affascinato dal personaggio di Napoleone Bonaparte. In esilio durante la reazione austriaca, offrì nel 1804 la corona italiana a Napoleone.
Il 7 ottobre 1797 assunse la carica di Presidente del Direttorio della Repubblica Cisalpina.
Ciambellano di Eugenio Beauharnais, il 9 febbraio 1809 fu nominato senatore del Regno d'Italia, fondato da Napoleone Bonaparte, e il 12 dicembre 1810 divenne Conte dell'Impero.

## Massoneria
Nel 1796 fu Maestro venerabile della Loggia L'Oriente di Bergamo
, il 20 giugno 1805 rappresentò, in qualità di Maestro venerabile, la Loggia Reale Eugenio di Milano all'atto di fondazione del Grande Oriente d'Italia con sede a Milano, del quale nel 1805 fu nominato Gran tesoriere e nel 1808 Gran conservatore generale in esercizio.
Caduto in disgrazia dopo la battaglia di Waterloo, con la sconfitta di Napoleone e il ritorno degli austriaci a Milano, lasciò la politica morendo per un colpo apoplettico nel 1830. Nella Biblioteca civica Angelo Mai di Bergamo sono conservate buona parte delle sue lettere.

## Stemma
(LL.PP. 16 dicembre 1810)